# Корховская
Корховская (также Хорковская) — деревня в Аларском районе Усть-Ордынского Бурятского округа Иркутской области. Входит в муниципальное образование «Маниловск».

## География
Расположена примерно в 4-х километрах к северо-западу от районного центра.
Автомобильное сообщение с деревней было затруднено по причине отсутствия переезда через железную дорогу со стороны посёлка Кутулик. В 2014 году было закончено строительство автодороги «Корховская—Кутулик», её длина составила 3,5 км.
Состоит из 1 улицы (Центральная)

## Происхождение названия
Название Корховская отфамильное. По одной версии оно происходит от фамилии казачьего атамана Корхова. Однако существуют данные, что фамилия была не Корхов, а Корх, и был он не казаком, а немцем, командированным сюда царским правительством на проведение строительства железной дороги. В настоящий момент часто употребляется искажённый вариант названия Хорковская.

## История
Основана в 1876 году донскими казаками как казачья станица.
В 1921 году в деревне был убит атаман Фёдоров — последний атаман станицы Головинская.

## Инфраструктура
В деревне функционирует школа.

## Население
| 2002 | 2010 | 2011 | 2012 |
| ---- | ---- | ---- | ---- |
| 164  | ↘140 | ↘139 | ↗148 |

## Известные уроженцы
Уроженец Корховской казак Малышев состоял в личной охране маршала Рокоссовского.